# Сітка зварна

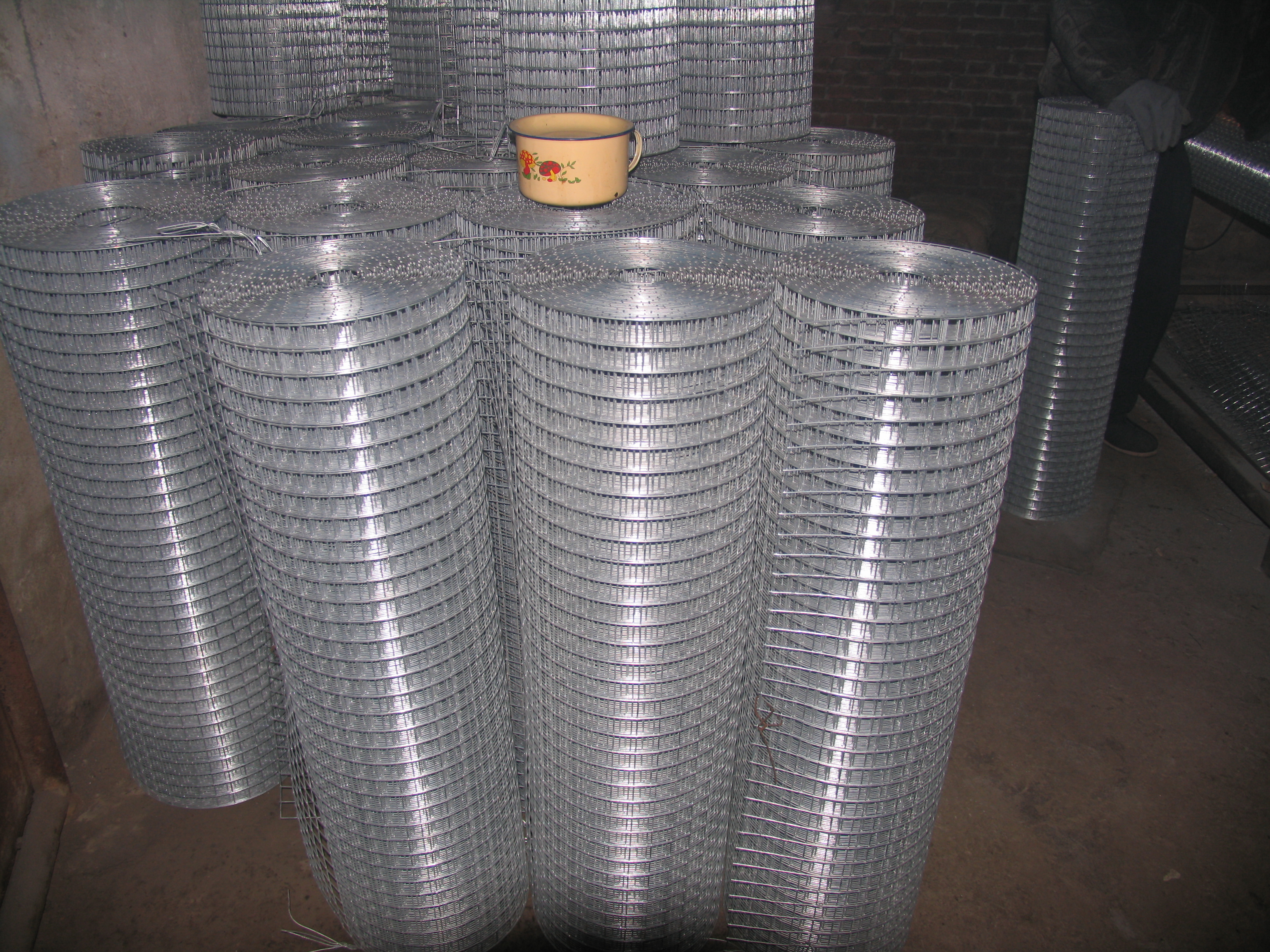
Рулони зварної сітки

Сі́тка зварна́ — будівельний матеріал. Названа за методом виробництва. Вічка зварної сітки утворюються шляхом зварювання перпендикулярно розташованих дротів. Часто до зварної сітки відносять кладочну сітку (армопояс). Також до цієї сітки відносять дорожні сітки і армувальні для скла та теплоізоляції.

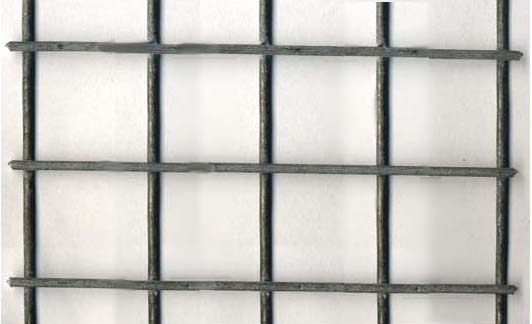
Зварна сітка зблизька

Сітка даного типу виготовляється на спеціальних зварювальних верстатах методом точкового зварювання.
Сировиною для виготовлення зварної сітки служить низьковуглецевий сталевий дріт. Поряд зі сталевим дротом, використовується дріт з полімерним покриттям і оцинкований.
Сітка зварна підрозділяється по формі чарунок на:
1. зварну сітку з квадратними чарунками;
2. зварну сітку з прямокутними чарунками.

Зварна сітка поставляється зазвичай висотою 1,0 м, рідше — 1,5 м. Також можлива висота в 1,3, 1,8, 2,0 м. Довжина рулону залежить від виробника. Зазвичай, довжина рулону становить 25 або 30 метрів.
Торці рулонів сітки зварної упаковуються в щільний папір, мішковину, штучну тканину або поліетилен.

## Захист від корозії
Зварна сітка може мати кілька типів оцинкування:
1. Оцинкована, потім зварена (електролітичне цинкування з шаром цинку близько 10 гр/м2);
2. Зварена, потім оцинкована (електролітичне цинкування з шаром цинку близько 20 гр/м2);
3. Гарячеоцинкована, потім зварена (гарячий цинк близько 50 гр/м2);
4. Зварена, потім гарячеоцинкована (гарячий цинк близько 130 гр/м2).

Кількість цинку на сітці прямо пропорційно терміну служби такого виробу.
Крім того, в останні роки активно розвивається сітка зварна з полімерним покриттям. Таке покриття забезпечує надійний захист в умовах агресивного навколишнього середовища (морське повітря, азотні кислоти від гною, забруднене промисловістю повітря та інші). Переважна більшість виробників виготовляє таку сітку зеленого кольору. Часто продавці вказують у документах тільки зовнішній діаметр дроту, тому слід завжди запитувати і діаметр сталевого сердечника, щоб бути впевненим у її міцності.

## Міцність зварної сітки
Міцність зварної сітки має пряму залежність від величини вічка та діаметра дроту. Чим менше чарунка і більше діаметр дроту (чим більше металу в квадратному метрі сітки), тим міцніша сітка.
Так як основу ціни зварної сітки становить вартість дроту, деякі виробники занижують діаметр дроту і завищують розмір вічка. Таким чином, вони продають менш міцну зварну сітку.
Для того щоб контролювати параметри зварної сітки, достатньо зважити рулон цієї сітки і порівняти вага квадратного метра сітки з теоретичною вагою зварної сітки. Якщо різниця становить понад 5 %, то з якістю цього рулону не все в порядку. Він може бути коротшим, нижче, з більш тонкого дроту або зі збільшеною (ослабленою) чарункою.

## Застосування зварної сітки
Зварна сітка може застосовуватися:
- Для армування дорожніх одягів;
- Для армування кладки (кладочна сітка);
- Для армування скла і теплоізоляції;
- Для армування підлог;
- Для армування штукатурки;
- Для виготовлення кліток для птахів та тварин;
- Для огородження території.